# کلینگن
شهر کلینگن در ایالت تورینگن در کشور آلمان واقع شده است. این شهر حدود ۱۱ کیلومتر مساحت دارد.